# Tiszakarád
Tiszakarád ist eine ungarische Gemeinde im Kreis Cigánd im Komitat Borsod-Abaúj-Zemplén. Zur Gemeinde gehört der nördlich gelegene Ortsteil Nagyhomok.

## Geografische Lage
Tiszakarád liegt in Nordungarn, 70 Kilometer nordöstlich des Komitatssitzes Miskolc, 14 Kilometer südwestlich der Kreisstadt Cigánd, am rechten Ufer der Theiß. Nachbargemeinden sind Bodroghalom, Tiszacsermely, Ibrány, Paszab, Tiszabercel und Györgytarló.

## Geschichte
Im Jahr 1913 gab es in der damaligen Großgemeinde 372 Häuser und 2857 Einwohner auf einer Fläche von 11.647 Katastraljochen. Sie gehörte zu dieser Zeit zum Bezirk Bodrogköz im Komitat Zemplén.

## Sehenswürdigkeiten
- Reformierte Kirche, erbaut 1884–1885
- Römisch-katholische Kapelle Győri Könnyező Szűz Mária, erbaut 1928
- Römisch-katholische Kapelle Krisztus Király, im Ortsteil Nagyhomok

## Verkehr
Tiszakarád ist nur über eine Nebenstraße von der Landstraße Nr. 3814 zu erreichen. Es bestehen Busverbindungen nach Sárospatak, über Tiszacsermely nach Cigánd sowie über Bodroghalom nach Sátoraljaújhely. Der nächstgelegene Bahnhof befindet sich in Sárospatak.